# Csata a 881. számú magaslatért
A 881. számú magaslatért vívott csatát a vietnámi háború során, 1967. április - májusában vívta az Amerikai Egyesült Államok tengerészgyalogsága és az Észak-vietnámi Néphadsereg. A harcmező az I. hadtest Harcászati Zónájában zajlott, és hamarosan a "hegyi harcok" néven vált ismertté, beleértve a 881. északi magaslatot (koordináta: 16°41′26.5″N 106°39′34.5″E), a 881. déli magaslatot (koordináta: 16°40′18″N 106°39′45.2″E) és a 861. számú magaslatot (koordináta: 16°40′36″N 106°41′13″E). A "magaslat" vagy "hegy" kifejezés ebben az esetben egy hegytömbre vagy hegygerincek és nyergek összességére vonatkozik, a számok pedig az adott hegytömbök legmagasabb pontjaira utalnak (méterben).

## A csata
A harcérintkezést először egy, öt fő amerikai előretolt megfigyelőből álló tengerészgyalogos járőr vette fel a 861. számú magaslaton, amikor az észak-vietnámiak lesállást hajtottak végre ellenük egy bambuszerdőben. Négy amerikai katona elesett.
A lesállást követően két század tengerészgyalogos nyomult előre a 861. számú magaslaton, akikre az észak-vietnámiak heves tüzet vezettek kiépített tűzelőállásokból. Az ismétlődő észak-vietnámi aknavető-tűz a lehetséges kirakókörleteken megakadályozta az amerikai sebesültek evakuálását és a keletkezett füst akadályozta a közvetlen légitámogatást. Elvágva a saját erőktől, a sérültek és halottak védelmével terhelve (hűen a tengerészgyalogos hagyományhoz nem hagyták hátra a saját halottjaikat sem), a két tengerészgyalogos század körkörös védelmi pozíciót vett föl, míg más tengerészgyalogos alegységek fel nem mentették őket.
Annak ellenére, hogy a hegyet letarolták a támadások, amelyekben napalmot, fehérfoszfort és 500 fontos bombákat is bevetették, számos harci helikopter támadással együtt, az észak-vietnámi mesterlövészek és géppuskások továbbra is tüzet vezettek a támadó tengerészgyalogosokra. Az észak-vietnámiak megvárták, míg az amerikaiak 20-30 méter közelségbe értek a kiépített állásaikhoz és csak akkor nyitottak tüzet, illetve aknavetőkkel a gerincek túloldaláról, majd közelharcba mentek át a kiégett fatörzsek között.
Egy nap és éjszaka tartó folyamatos tüzérségi támadások után a tengerészgyalogosoknak sikerült bevenniük a 861. számú magaslatot, amely Khe Sanh városához a legközelebb terül el a három közül. A magaslat körül 400 kiépített lövészgödröt és 25 bunkert találtak. A bunkereket gyakran 2 méter föld és gerendák fedték, ami miatt a 250 és 500 fontos amerikai bombák sem voltak képes megsemmisíteni őket.
Miután elfoglalták a 861. számú magaslatot, a tengerészgyalogosok tovább támadtak a 881. déli magaslat felé, amiről később kiderült, hogy az észak-vietnámiak tízszer annyi lövészgödröt és bunkert telepítettek rá, mint a 861. magaslatra. Annak ellenére, hogy látták a sértetlen bunkereket a 861. magaslaton, a támogató repülőgépek továbbra is 500 fontos bombákat használtak, mivel tartottak attól, hogy a saját bombáik repeszei fogják megrongálni a gépeket, amik alacsonyan kellett, hogy repüljenek az alacsony monszun felhőalap miatt.
A 881. déli magaslat sikertelen bombázása miatt a tengerészgyalogosok még nagyobb ellenállásba ütköztek, gyakran kaptak tüzet olyan bunkerekből, amiken már áthaladtak, gyakorlatilag olyan hegyek és gerincek által körbevéve, amelyeken a saját tüzérség és repülőeszközök semmisítették meg a természetes fedezékeket.
Miután a 881. déli magaslat támadása során a tengerészgyalogosok súlyos veszteségeket szenvedtek, a légicsapások során alkalmazni kezdték a 750, 1000 és 2000 fontos bombákat a megerődített észak-vietnámi állások ellen. A hatásosabb bombázásoknak köszönhetően a 881. északi magaslatot sikerült a 881. déli magaslattal egy napon elfoglalni. Miután a 881. északi magaslat ellen indított agresszív észak-vietnámi ellentámadást visszaverték, befejeződött a csata, amely ekkor a vietnámi háború legvéresebb ütközetének számított.
A csata során az amerikai légierő 611,500 font napalmot, 1230 darab 250 fontos, 3318 darab 500 fontos, 380 darab 750 fontos, 247 darab 1000 fontos és 387 darab 2000 fontos bombát dobott le; a tüzérség 23,472 darab tüzérségi gránátot lőtt ki.

## Fordítás
- Ez a szócikk részben vagy egészben  a   Battle of Hill 881 című angol Wikipédia-szócikk fordításán alapul.  Az eredeti cikk szerkesztőit annak laptörténete sorolja fel. Ez a jelzés csupán a megfogalmazás eredetét és a szerzői jogokat jelzi, nem szolgál a cikkben szereplő információk forrásmegjelöléseként.